# Клинг, Карл
Карл Клинг (нем. Karl Kling; 16 сентября 1910, Гиссен — 18 марта 2003, Гайенхофен) — немецкий автогонщик, пилот Формулы-1 (1954—1955).

## Карьера
Карл Клинг увлекался автоспортом ещё до Второй мировой войны, но профессиональным автогонщиком стал только в 1947, когда ему было уже тридцать семь лет. Тогда в Хоккенхайме он выиграл гонку на BMW. 
 В 1948—1949 Карл Клинг стал чемпионом Германии по автогонкам (спорт-кары, 2-литровый класс) на Veritas. А в 1950 Карл ездил на Veritas в Формуле-2. Там он одержал три победы, после чего был приглашён в команду Mercedes. В её составе в 1951 Клинг занял 2 место в южноамериканском Кубке Эвы Перон.
В 1952 Карл Клинг ездил на Mercedes 300 SL. Он не смог удачно выступить в 24 часах Ле-Мана, зато выиграл Carrera Panamericana и Prix de Berne, а также стал вторым в Mille Miglia.
В 1953 году Клинг выступал за Alfa Romeo, но в 1954 вернулся за руль Мерседеса. Он был, правда, в тени партнёра (а им был великий Хуан-Мануэль Фанхио), зато отметился впечатляющей победой на Гран-при Берлина. В Формуле-1 тогда он занял 5 место в чемпионате и 1 раз (Франция) пришёл на подиум.
В 1955 году в Mercedes пришёл Стирлинг Мосс, и Клинг выступил в Формуле-1 уже не так успешно (11 место в чемпионате). Зато вместе с Фанхио он занял 2 место в Tourist Trophy и Targa Florio. После этого он ушёл из автоспорта.

## Результаты в Формуле-1
| Легенда к таблице |                                                                    |
| --- | ------------------------------------------------------------------ |
| В таблице перечислены результаты всех Гран-при Формулы-1, в которых принимал участие гонщик. Строками таблицы являются сезоны, столбцами — этапы чемпионата мира. В каждой клетке указаны сокращённое название этапа и результат, дополнительно обозначенный цветом. Расшифровка обозначений и цветов представлена в нижеследующей таблице. |                                                                    |
| \| Пример \| Описание \| \| ------------ \| ------------------------------------------------------------------ \| \| 1 \| Победитель \| \| 2 \| Второе место \| \| 3 \| Третье место \| \| 5 \| Финишировал, заработав очки \| \| Сход \| Не финишировал, но при этом заработал очки \| \| 12 \| Финишировал, не получив очков \| \| НКЛ \| Финишировал, но не попал в финальную классификацию \| \| 15 \| Участвовал вне зачёта, либо по отдельной классификации \| \| 18 \| Не финишировал, но попал в финальную классификацию \| \| Сход \| Не финишировал \| \| НКВ \| Не прошёл квалификацию \| \| НПКВ \| Не прошёл предквалификацию \| \| ДСК \| Дисквалифицирован \| \| ИСК \| Исключён из протокола соревнований \| \| ТТ \| Заявлен для участия только в тренировках \| \| НС \| Участвовал в квалификации, но не стартовал в гонке \| \| Т \| Травмирован или болен \| \| ОТК \| Отказ от участия \| \| НТР \| Прибыл на соревнования, но на трассу не выезжал \| \| НПР \| Был заявлен в числе участников, но не прибыл к началу соревнований \| \| О \| Соревнования отменены \| \| \| Не участвовал \| \| Поул-позиция \| \| \| Быстрый круг \| \| |                                                                    |
| Пример | Описание                                                           |
| 1 | Победитель                                                         |
| 2 | Второе место                                                       |
| 3 | Третье место                                                       |
| 5 | Финишировал, заработав очки                                        |
| Сход | Не финишировал, но при этом заработал очки                         |
| 12 | Финишировал, не получив очков                                      |
| НКЛ | Финишировал, но не попал в финальную классификацию                 |
| 15 | Участвовал вне зачёта, либо по отдельной классификации             |
| 18 | Не финишировал, но попал в финальную классификацию                 |
| Сход | Не финишировал                                                     |
| НКВ | Не прошёл квалификацию                                             |
| НПКВ | Не прошёл предквалификацию                                         |
| ДСК | Дисквалифицирован                                                  |
| ИСК | Исключён из протокола соревнований                                 |
| ТТ | Заявлен для участия только в тренировках                           |
| НС | Участвовал в квалификации, но не стартовал в гонке                 |
| Т | Травмирован или болен                                              |
| ОТК | Отказ от участия                                                   |
| НТР | Прибыл на соревнования, но на трассу не выезжал                    |
| НПР | Был заявлен в числе участников, но не прибыл к началу соревнований |
| О | Соревнования отменены                                              |
| | Не участвовал                                                      |
| Поул-позиция |                                                                    |
| Быстрый круг |                                                                    |

| Сезон | Команда         | Шасси                          | Двигатель                 | Ш | 1     | 2   | 3   | 4        | 5        | 6     | 7        | 8        | 9     | Место | Очки |
| ----- | --------------- | ------------------------------ | ------------------------- | - | ----- | --- | --- | -------- | -------- | ----- | -------- | -------- | ----- | ----- | ---- |
| 1954  | Daimler-Benz AG | Mercedes-Benz W196 Stromlinien | Mercedes-Benz M196 2,5 L8 | C | АРГ   | 500 | БЕЛ | ФРА 2    | ВЕЛ 7    |       |          | ИТА Сход |       | 5     | 12   |
| 1954  | Daimler-Benz AG | Mercedes-Benz W196             | Mercedes-Benz M196 2,5 L8 | C |       |     |     |          |          | ГЕР 4 | ШВА Сход |          | ИСП 5 | 5     | 12   |
| 1955  | Daimler-Benz AG | Mercedes-Benz W196             | Mercedes-Benz M196 2,5 L8 | C | АРГ 4 | МОН | 500 | БЕЛ Сход | НИД Сход | ВЕЛ 3 | ИТА Сход |          |       | 11    | 5    |